# Nymfeo
Nymfeo (řecky Νυμφαίο), arumunsky Nevesca, makedonsky Невеска) je obec v kraji Makedonia, v okrese Florina v Řecku. Nymfeo je známá svou tradiční kamennou řeckou architekturou. Je také turisticky atraktivním cílem. Obec je obydlená arumunským obyvatelstvem.

## Historie
Nevescu založili v 14. století arumunští pastýři. Řekové v tomto území nežili. V 18. století se zde usadili další Arumuni z nedalekého města Voskopojë. Jméno Nevesca je buď slovanské, od slova nevěsta (kvůli kráse) nebo z rumunského ni vista (bez výhledu) nebo nive sta (zasněžená). Řecké jméno Nymfeo bylo zavedeno až v 20. století v rámci grekizace místních názvů a je odvozeno od nymfy.